# Angionychus
Angionychus is een geslacht van kevers uit de familie van de loopkevers (Carabidae). De wetenschappelijke naam van het geslacht is voor het eerst geldig gepubliceerd in 1853 door Klug.

## Soorten
Het geslacht Angionychus is monotypisch en omvat slechts de volgende soort:
- Angionychus lividus Klug, 1853